# Hall Torarinsson i Haukadal
För skalden med samma namn, se Hall Torarinsson
Hall Torarinsson (fvn Hallr Þórarinsson), född 996, död den 11 november 1090, var en isländsk hövding och gode i Haukadal (“Hökdalen”) på Sydlandet. Hall grundade Haukadalsskolan, en av de främsta privatskolorna på Island under fristatstiden. Han hade två fostersöner; den ene var  biskop Isleifs son Teit, som kom att verka som lärare på skolan, den andre var Are Torgilsson, som senare skulle komma att bli Islands förste historieskrivare på modersmålet. Are var bara sju år gammal när han kom till Haukadal sedan hans far och farfar dött och han stod utan nära anhöriga. Hall själv var då 80 år, varför det i praktiken blev Teit som fick ta hand om gossens fostran. (Teit var tjugo år äldre än Are.)

## Levnad
Nästan allt som är känt om Hall Torarinsson kommer från Are Torgilssons Íslendingabók, av vilken i dag endast en summarisk kortversion finns bevarad. Om Halls släktförhållanden kan läsas i Landnámabók, där det framgår att han härstammade från landnamsmannen Bröndólfr Naddodsson, som lade under sig Hrunamannahreppur.
Hall Torarinsson sägs som ung ha ”färdats mycket mellan länderna”. Han var farmaðr (sjöfarande köpman) och ingick, enligt Snorre Sturlasson, kompanjonskap med kung Olav Haraldsson, senare kallad ”den helige”. ”Genom detta fick han stor upphöjelse och blev kunnig om hans kungarike,” skriver Snorre. Troligen blev han också ganska rik.
Are uppger att Hall var trettio år när han kom till Haukadal. Där slog han sig ner och bodde sedan ”sextiofyra vintrar i Haukadal och var nittiofyra när han dog, på biskop Martins högtid”. (11 november)
Om Hall som person skriver Are att han var den godaste och givmildaste man han känt. Han var sannfärdig och så minnesgod, att han kom ihåg när han själv blev döpt, trots att han då bara var tre år gammal. Det var missionären Tangbrand som döpte honom, och det skedde vintern innan kristendomen blev lagtagen på Island.
Att mycket av det som står i Ares Íslendingabók kan ledas tillbaka till ”den minnesgode Hall” är troligt, även om Hall var död när boken skrevs på 1120-talet. Den man som Are oftast nämner som sagesman är fosterbrodern Teit, men, skriver Finnur Jónsson, det är rimligt att Teit hade mycket av sitt vetande från Hall.

## Haukadalsskolan
De flesta kyrkor på Island var privatkyrkor, uppförda av hövdingar på egen bekostnad och egen mark. Flera hövdingar lät sig också prästvigas, varigenom de upprätthöll den förkristna kontinuiteten att samtidigt vara såväl världsliga som religiösa ledare. På flera hövdingagårdar instiftades privatskolor, vilkas syfte var att utbilda präster. Sådan undervisning skedde också vid katedralskolorna i Skálholt och Hólar, men hövdingarna ville på detta sätt försäkra sig om kontroll över tillsättningen av präster i de egna kyrkorna. De två viktigaste privatskolorna på Island var den av Sämund frode grundade skolan på Oddi, där Snorre Sturlasson var elev, samt Hall Torarinssons skola i Haukadal, där Are Torgilsson gick. Under ett skede kom dessa privatskolor också att vara drivande vad gäller undervisning i rent världsliga ämnen, såsom historia och genealogi, varför de kom att få stor betydelse för den kulturella utvecklingen och för sagaskrivandet på ön. Till dessa skolor samlades med tiden handskrifter från både in- och utland, varför de kom att bli för sin tid verkliga lärdomscentra.
Den förste läraren på Haukadal var Halls fosterson, den lärde Teit Isleifsson som var son till Islands förste biskop Isleif Gissurarson. Teit övertog gården Haukadal efter Halls död 1090, och drev skolan vidare fram till sin egen bortgång 1110, då han efterträddes av sin son Hall Teitsson (död 1150) och sonson, lagsagomannen Gissur Hallsson (död 1206).